# MR Близнецов
MR Близнецов (лат. MR Geminorum) — двойная затменная переменная звезда (E:) в созвездии Близнецов на расстоянии (вычисленном из значения параллакса) приблизительно 11 783 световых лет (около 3 613 парсек) от Солнца. Видимая звёздная величина звезды — от +14,7m до +14,4m.
Открыта Куно Хофмейстером в 1966 году.

## Характеристики
Первый компонент — жёлто-белая звезда спектрального класса F-A. Радиус — около 3,06 солнечных, светимость — около 24,283 солнечных. Эффективная температура — около 7325 К.